# Synagoge (Zderaz)
Koordinaten: 50° 8′ 15,8″ N, 13° 34′ 42″ O

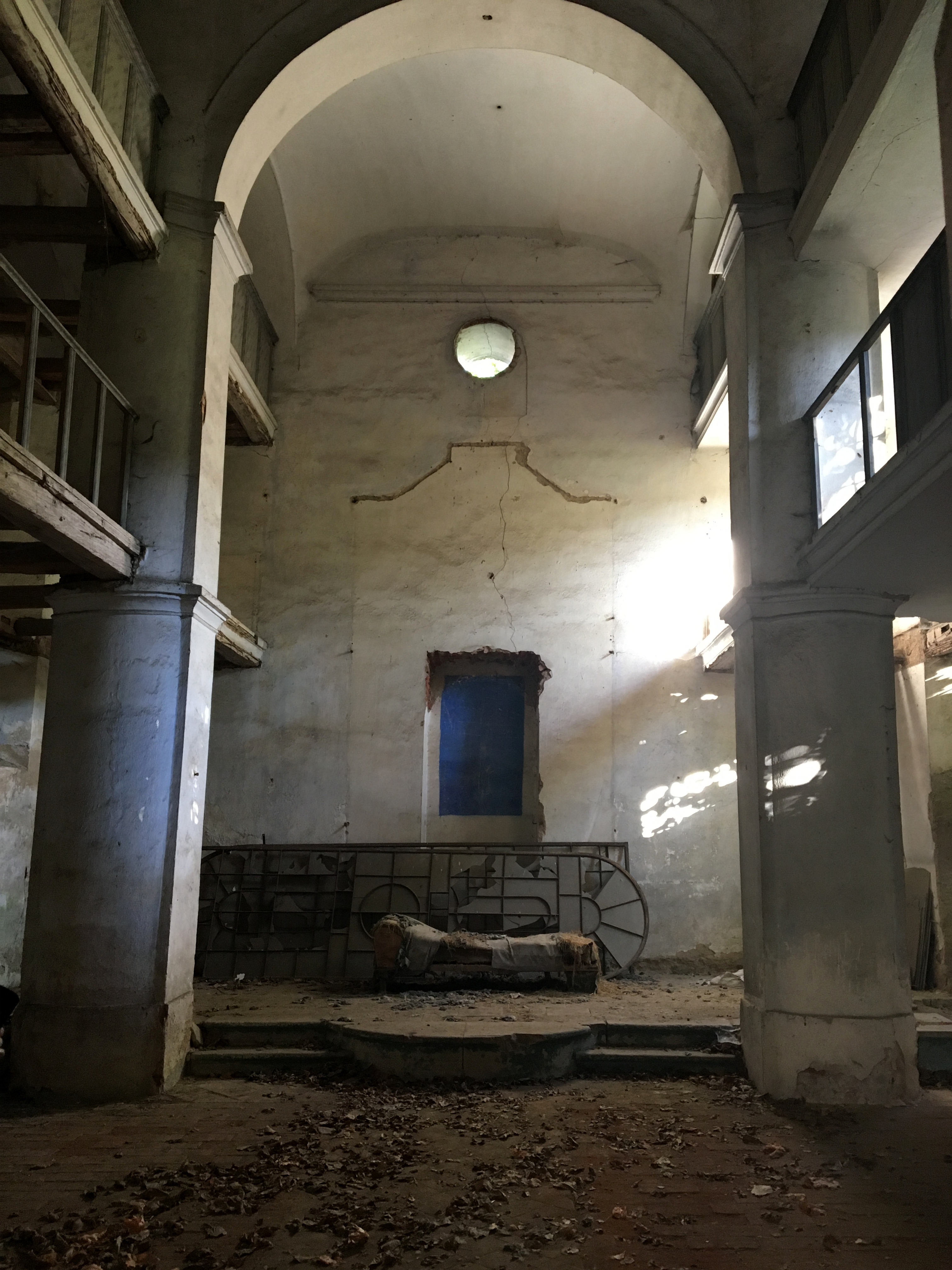
Innenansicht mit Blick zur Nische für den Toraschrein, der nicht mehr vorhanden ist.

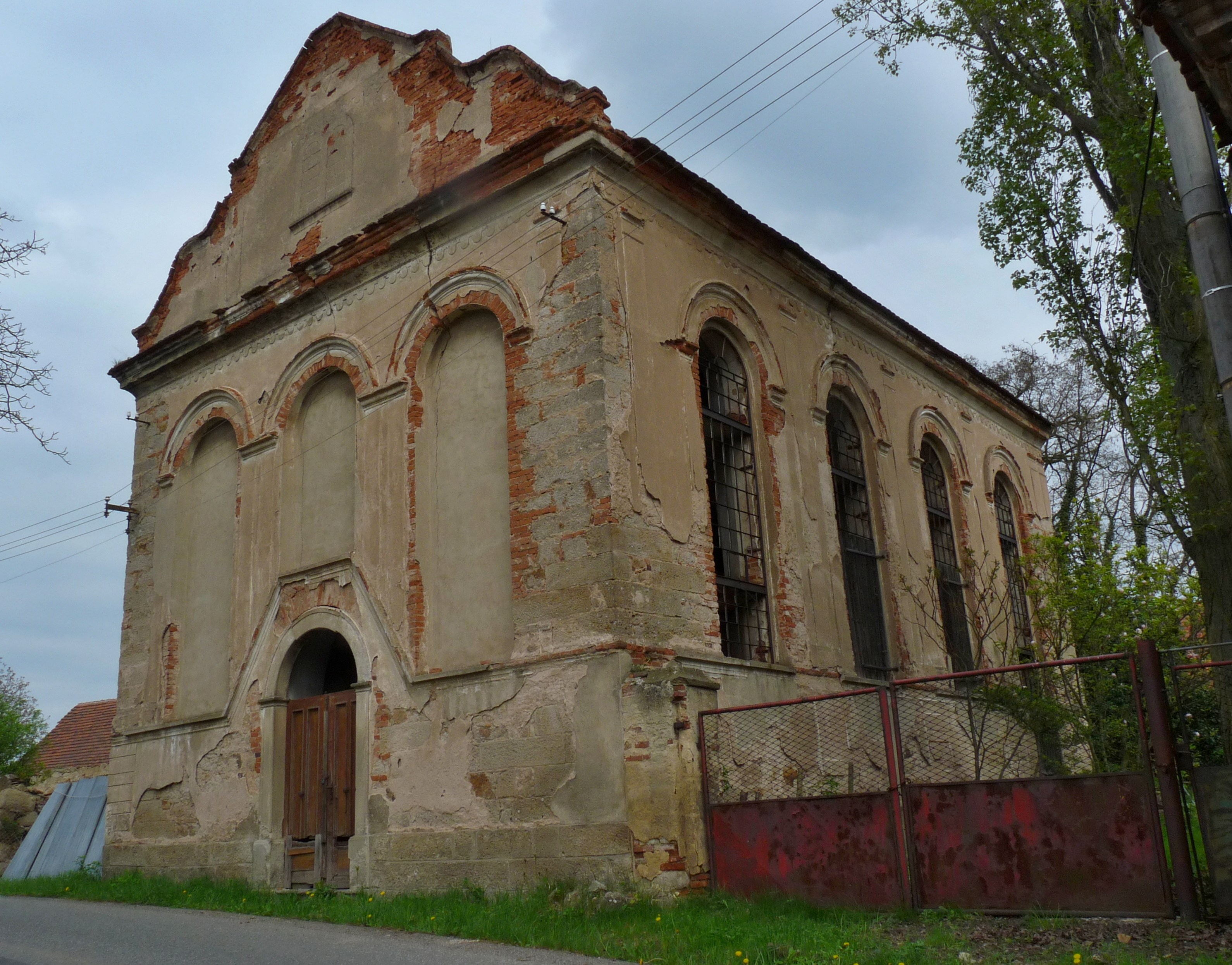
Ehemalige Synagoge in Zderaz (2010)

Die Synagoge in Zderaz, einem Ortsteil der tschechischen Gemeinde Kolešovice im Okres Rakovník in der Mittelböhmischen Region, wurde in der zweiten Hälfte des 19. Jahrhunderts errichtet.
Die profanierte Synagoge ist seit 1992 ein geschütztes Kulturdenkmal.
Das Synagogengebäude im Stil des Historismus wird seit langer Zeit als Lager genutzt.